# Trevor Elhi
Trevor Elhi (* 11. April 1993 in Tallinn) ist ein momentan vereinsloser estnischer Fußballspieler.

## Karriere

### Verein
Trevor Elhi begann seine Fußballkarriere beim FC Levadia Tallinn. Im Klub aus der estnischen Landeshauptstadt Tallinn spielte Elhi in der gesamten Jugendzeit, die bis 2010 andauerte. Im Jahr 2011 kam er für die Reservemannschaft die zu diesem Zeitpunkt in der Esiliiga antrat, und der ersten Mannschaft des FC Levadia aus der Meistriliiga zum Debüt. Mit der Meistriliiga-Elf konnte er mit dem Sieg im Pokalfinale 2011/12 über den JK Trans Narva den ersten Titel gewinnen. Ab der Saison 2013 wurde der Juniorennationalspieler an den Ligarivalen FC Infonet Tallinn verliehen, für den er bis zum Saisonende in der Meisterschaft in jedem Spiel zum Einsatz kam. Im Juli 2013 wechselte er permanent zum FC Infonet. Elhi ist beidfüßig und polyvalent einsetzbar und spielt zumeist als Linksverteidiger, obwohl er zu Jugendzeiten vorwiegend als Mittelstürmer eingesetzt wurde. Von 2016 bis Ende 2018 war er noch für FC Nõmme Kalju aktiv und gewann dort erstmals die nationale Meisterschaft. Nach Stationen in Bulgarien beim FC Botew Wraza sowie den Finnen von Seinäjoen JK spielte er seit 2020 wieder in seiner Heimat bei diversen Vereinen, zuletzt für die Reservemannschaft des FC Levadia Tallinn in der zweitklassigen Esiliiga.

### Nationalmannschaft
Trevor Elhi debütierte für Estland erstmals in der U-16 im Oktober 2008 gegen Deutschland. Ein Jahr später und nach acht Länderspielen in der U-17 Altersklasse kam der Stürmer auch in der folgenden U-18 gegen Finnland zu einem Einsatz. Von 2010 bis 2012 war Elhi 14-mal für die U-19 aktiv. ab dem Jahr 2013 spielte er in Estlands U-21, mit der er gegen Kasachstan debütierte. Von 2016 bis 2019 spielte er dann neun Partien für die A-Auswahl.

## Erfolge
- Estnischer Pokalsieger: 2012, 2021
- Estnischer Meister: 2018, 2021